# Conservatorio di Musica Luigi Cherubini

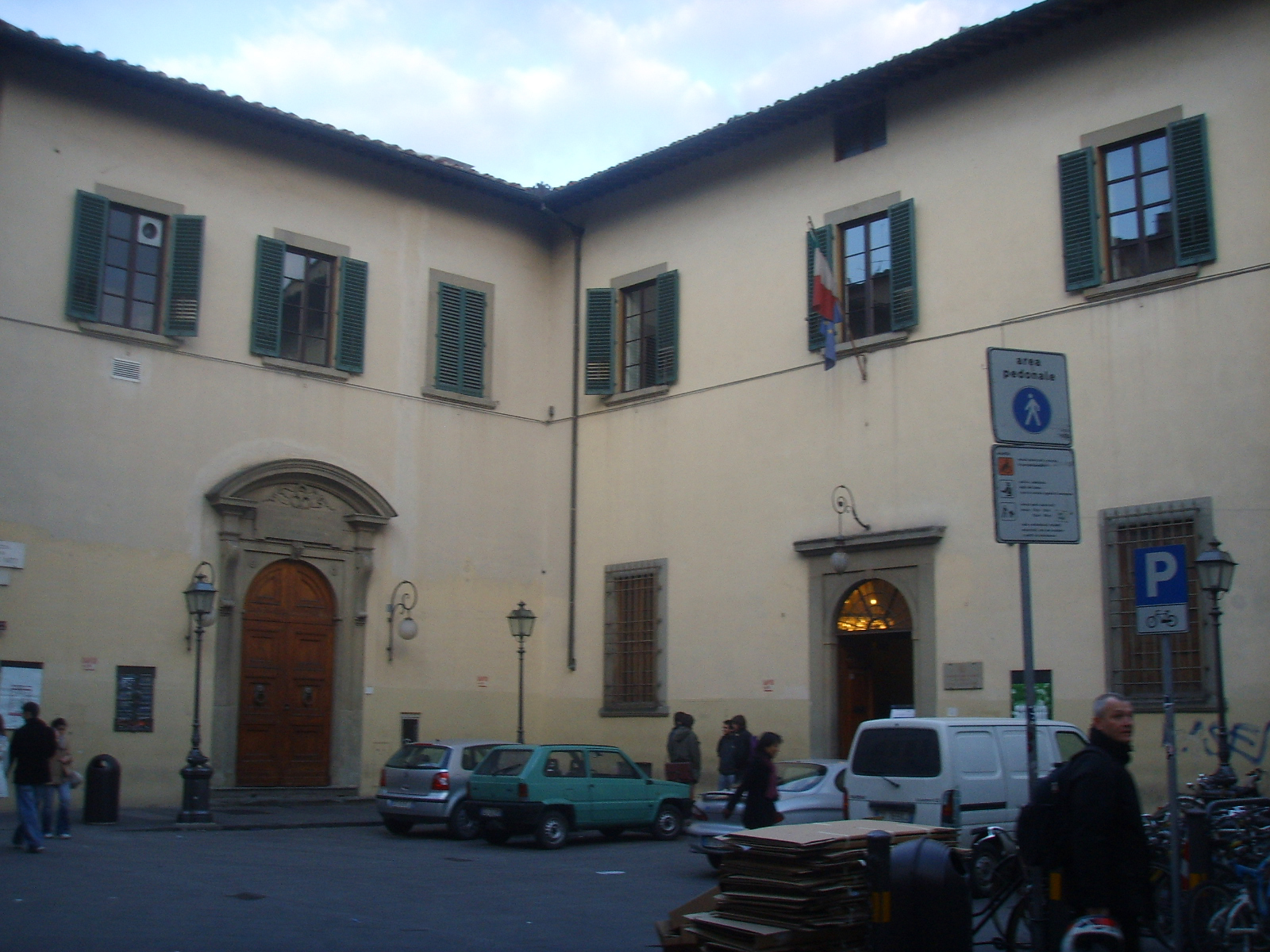
Das Konservatorium an der Piazza delle Belle Arti

Das Konservatorium „Luigi Cherubini“ (italienisch: Conservatorio di Musica «Luigi Cherubini») ist eine Musikhochschule in Florenz.
In Florenz als einer für die Musikgeschichte bedeutsamen Stadt hat es über die Jahrhunderte auch immer verschiedene Musikschulen gegeben. Das heutige Konservatorium, das nach dem in Florenz geborenen Komponisten Luigi Cherubini (1760–1842) benannt ist, kann seine Ursprünge auf das Ende des 18. Jahrhunderts zurückführen. Der Großherzog Leopold der Toskana vereinigte per Dekret 1784 die verschiedenen Künste unter dem Dach einer Akademie der schönen Künste (Accademia di Belle Arti), wozu auch die Musik zählte. Daraus entstand 1849 ein eigenständiges Istituto Musicale, dessen erster Direktor Giovanni Pacini (1796–1867) wurde. Seit 1860 bestand es als Königliches Musikinstitut (Regio Istituto Musicale di Firenze) unter der Leitung von Luigi Ferdinando Casamorata fort. Im Jahre 1923 wurde das Institut per Dekret in ein Königliches Musikkonservatorium (Regio Conservatorio di Musica) umbenannt. 
Das Konservatorium liegt im historischen Zentrum der Stadt unweit der alten Universität und grenzt direkt an den Gebäudekomplex der Accademia di Belle Arti mit seiner bekannten Galerie. Dort sind auch die historischen Musikinstrumente des Konservatoriums ausgestellt.

## Dozenten
- David Bellugi